# Futbol'ny Klub Slavija-Mazyr
Il Futbol'ny Klub Slavija-Mazyr (in bielorusso Футбольны Клуб Славія-Мазыр), meglio noto come Slavija-Mazyr è una società calcistica bielorussa con sede nella città di Mazyr. Milita nella Vyšėjšaja Liha, la massima serie del campionato bielorusso di calcio.

## Storia
- 1987 Fondazione con nome FK Poles'e Mozyr'
- 1992 Rinominato in FK Palesse Mazyr
- 1994 Rinominato in FK MPKC Mazyr
- 1998 Rinominato in FK Slavija Mazyr
- 2006 Rinominato in FK Mazyr-ZLiN (dopo aver accorpato la società ZLiN Gomel)
- 2007 Rinominato in FK Mazyr
- 2008 Rinominato in FK Slavija-Mazyr

## Palmarès

### Competizioni nazionali
- Campionato bielorusso: 2

1996, 2000
- Coppa di Bielorussia: 2

1996, 2000
- Peršaja Liha: 3

1994-1995, 2011, 2018

### Altri piazzamenti
- Campionato bielorusso:

Secondo posto: 1995, 1999
- Coppa di Bielorussia:

Finalista: 1998-1999, 2000-2001
Semifinalista: 2019-2020, 2022-2023
- Peršaja Liha:

Secondo posto: 1992-1993, 1993-1994, 2014
- Coppa dei Campioni della CSI:

Semifinalista: 2001

## Statistiche

### Partecipazione ai campionati
| Livello | Categoria      | Partecipazioni | Debutto | Ultima stagione | Totale |
| ------- | -------------- | -------------- | ------- | --------------- | ------ |
| 1º      | Vyšėjšaja Liha | 18             | 1995    | 2022            | 20     |
| 2º      | Peršaja Liha   | 12             | 1992    | 2018            | 12     |

### Partecipazione alle coppe europee
| Competizione          | Partecipazioni | Debutto   | Ultima stagione | Totale |
| --------------------- | -------------- | --------- | --------------- | ------ |
| UEFA Champions League | 2              | 1997-1998 | 2001-2002       | 2      |
| Coppa delle Coppe     | 1              | 1996-1997 | 1996-1997       | 1      |
| Coppa UEFA            | 2              | 1997-1998 | 2000-2001       | 2      |

## Organico

### Rosa 2020
| N. |                        | Ruolo | Calciatore           |
| -- | ---------------------- | ----- | -------------------- |
| 4  | Moldavia (bandiera)    | D     | Victor Mudrac        |
| 5  | Russia (bandiera)      | D     | Egor Potapov         |
| 6  | Ucraina (bandiera)     | D     | Yuriy Pantya         |
| 7  | Ghana (bandiera)       | C     | Francis Narh         |
| 8  | Bielorussia (bandiera) | A     | Jaŭhen Barsukoŭ      |
| 9  | Bielorussia (bandiera) | C     | Aljaksandr Katljaroŭ |
| 11 | Bielorussia (bandiera) | C     | Dmitriy Krivosheyev  |
| 13 | Moldavia (bandiera)    | C     | Igor Costrov         |
| 14 | Bielorussia (bandiera) | A     | Ilya Vasilevich      |
| 16 | Bielorussia (bandiera) | P     | Mikhail Baranovsky   |
| 17 | Russia (bandiera)      | D     | Yury Nedashkovsky    |
| 18 | Bielorussia (bandiera) | C     | Uladzislaŭ Žuk       |
| 20 | Bielorussia (bandiera) | C     | Andrėj Čuchlej       |
| 21 | Bielorussia (bandiera) | D     | Kiryl Paŭljučak      |

| N. |                        | Ruolo | Calciatore           |
| -- | ---------------------- | ----- | -------------------- |
| 28 | Russia (bandiera)      | A     | Nikita Melnikov      |
| 31 | Bielorussia (bandiera) | D     | Igor Tymonyuk        |
| 33 | Serbia (bandiera)      | C     | Marko Stojanović     |
| 44 | Bielorussia (bandiera) | D     | Uladzislaŭ Mal'kevič |
| 70 | Ghana (bandiera)       | A     | Dennis Tetteh        |
| 77 | Ucraina (bandiera)     | A     | Maksym Slyusar       |
| 84 | Bielorussia (bandiera) | P     | Mikalay Ramanyuk     |
| 88 | Bielorussia (bandiera) | C     | Aljaksandr Raeŭski   |
| 99 | Bielorussia (bandiera) | C     | Hleb Šaŭčėnka        |
|    | Bielorussia (bandiera) | P     | Dmitriy Kunets       |
|    | Bielorussia (bandiera) | A     | Artem Gvozd          |
|    | Bielorussia (bandiera) | D     | Nazar Pochapskiy     |
|    | Bielorussia (bandiera) | C     | Dmitriy Yurchenko    |

### Rosa 2013
| N. |                        | Ruolo | Calciatore           |
| -- | ---------------------- | ----- | -------------------- |
| 1  | Bielorussia (bandiera) | P     | Uladzimir Haew       |
| 2  | Bielorussia (bandiera) | D     | Syarhey Khaletski    |
| 4  | Lettonia (bandiera)    | D     | Sergejs Kožans       |
| 5  | Bielorussia (bandiera) | D     | Pavel Yawseenka      |
| 6  | Bielorussia (bandiera) | A     | Andrey Sherakow      |
| 7  | Bielorussia (bandiera) | C     | Ruslan Yudenkov      |
| 9  | Bielorussia (bandiera) | C     | Sergey Duboyenko     |
| 11 | Bielorussia (bandiera) | A     | Dmitri Parkhachev    |
| 15 | Bielorussia (bandiera) | A     | Dzjanis Lapceŭ       |
| 16 | Bielorussia (bandiera) | C     | Alyaksandr Kobets    |
| 17 | Bielorussia (bandiera) | C     | Uladzimir Khilkevich |
| 18 | Bielorussia (bandiera) | C     | Aljaksej Cimašėnka   |

| N. |                        | Ruolo | Calciatore         |
| -- | ---------------------- | ----- | ------------------ |
| 19 | Serbia (bandiera)      | D     | Mihajlo Cakić      |
| 20 | Lituania (bandiera)    | P     | Simas Skinderis    |
| 21 | Bielorussia (bandiera) | D     | Arcëm Rachmanaŭ    |
| 22 | Bielorussia (bandiera) | D     | Pavel Chelyadko    |
| 27 | Bielorussia (bandiera) | D     | Dzyanis Kavalewski |
| 28 | Bielorussia (bandiera) | P     | Anatoly Savinsky   |
| 31 | Serbia (bandiera)      | C     | Aleksandar Ćovin   |
| 35 | Bielorussia (bandiera) | C     | Sjarhej Ircha      |
| 77 | Nigeria (bandiera)     | C     | Samson Godwin      |
| 92 | Bielorussia (bandiera) | C     | Siarhey Novik      |
|    | Bielorussia (bandiera) | D     | Konstantin Gonchar |